# E-Wagen

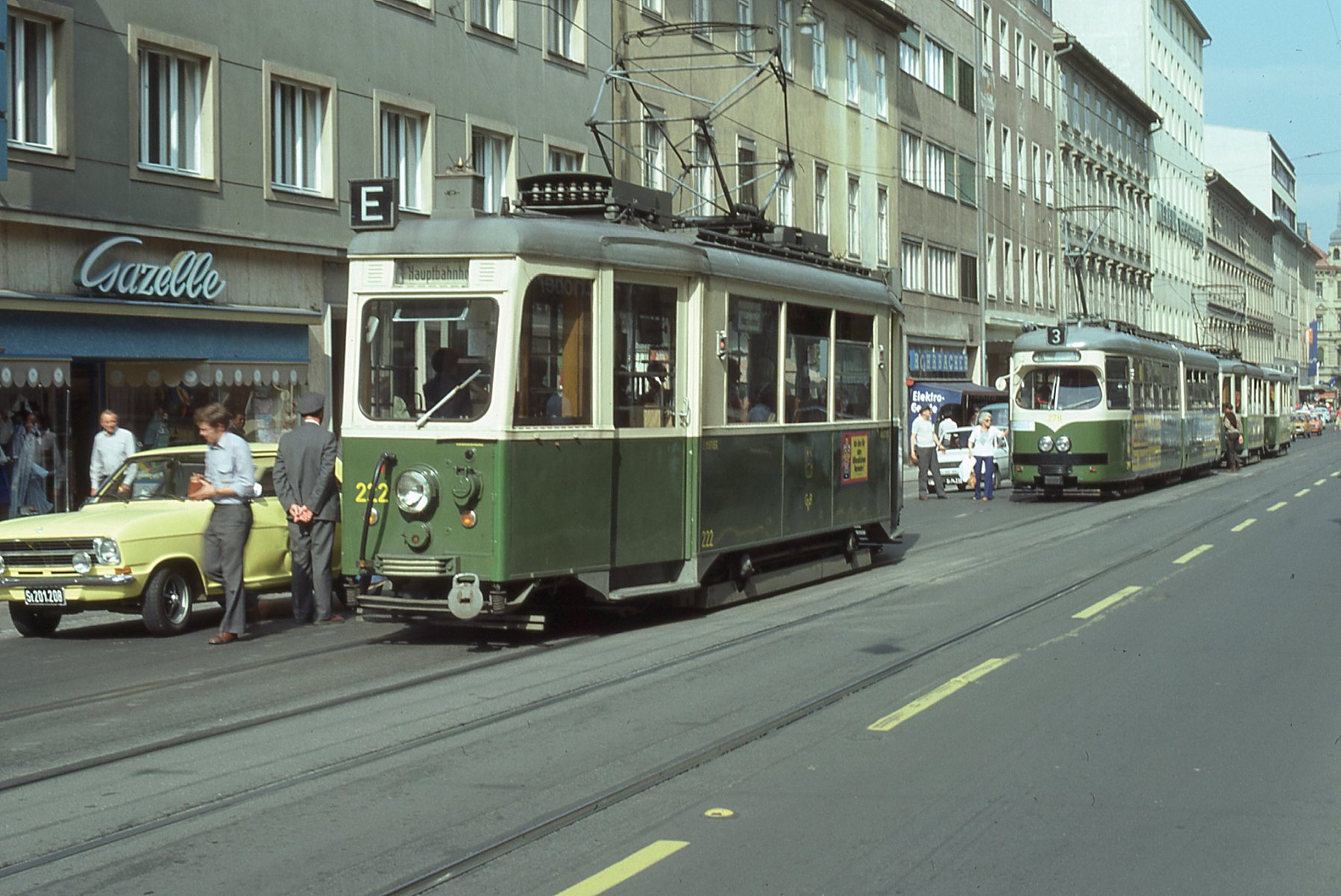
Ein E-Wagen der Straßenbahn Graz, gefolgt von einem regulären Zug

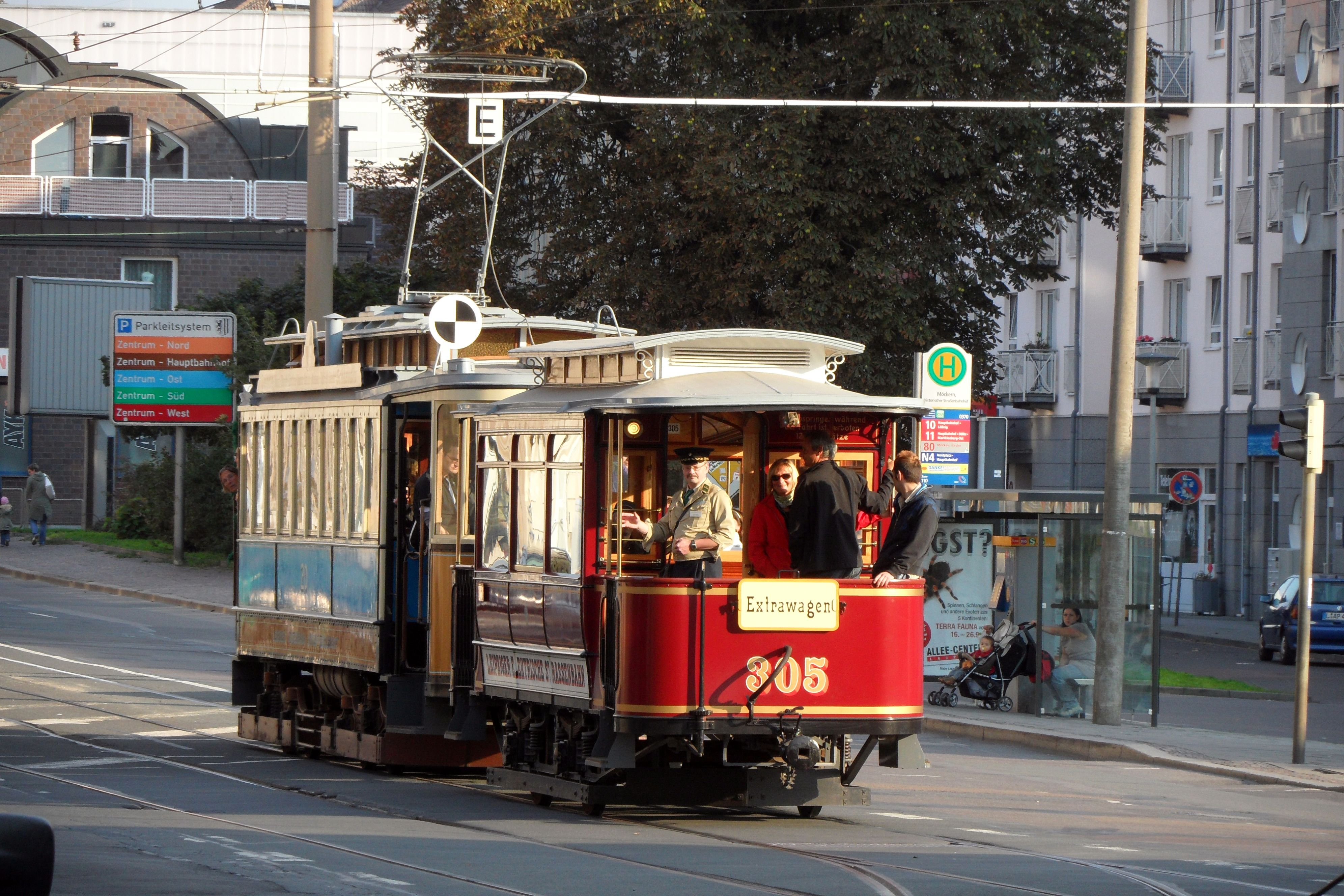
Mit Extrawagen beschilderter historischer Straßenbahnzug in Leipzig

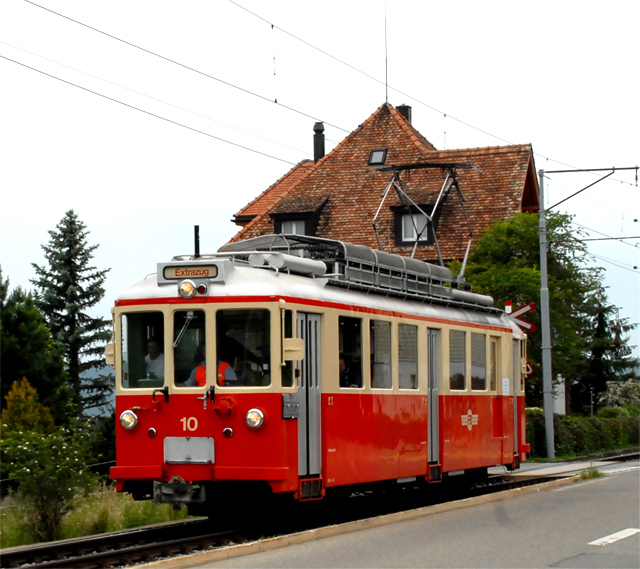
Ein Extrazug auf der Forchbahn

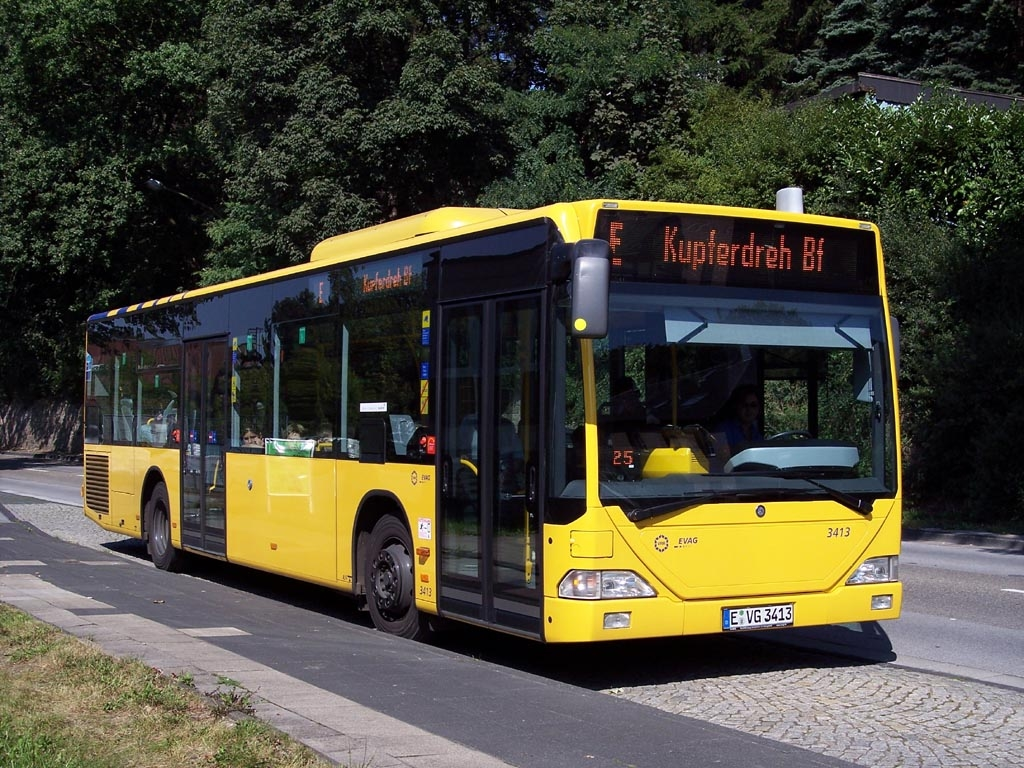
E-Wagen der Essener Verkehrs-AG

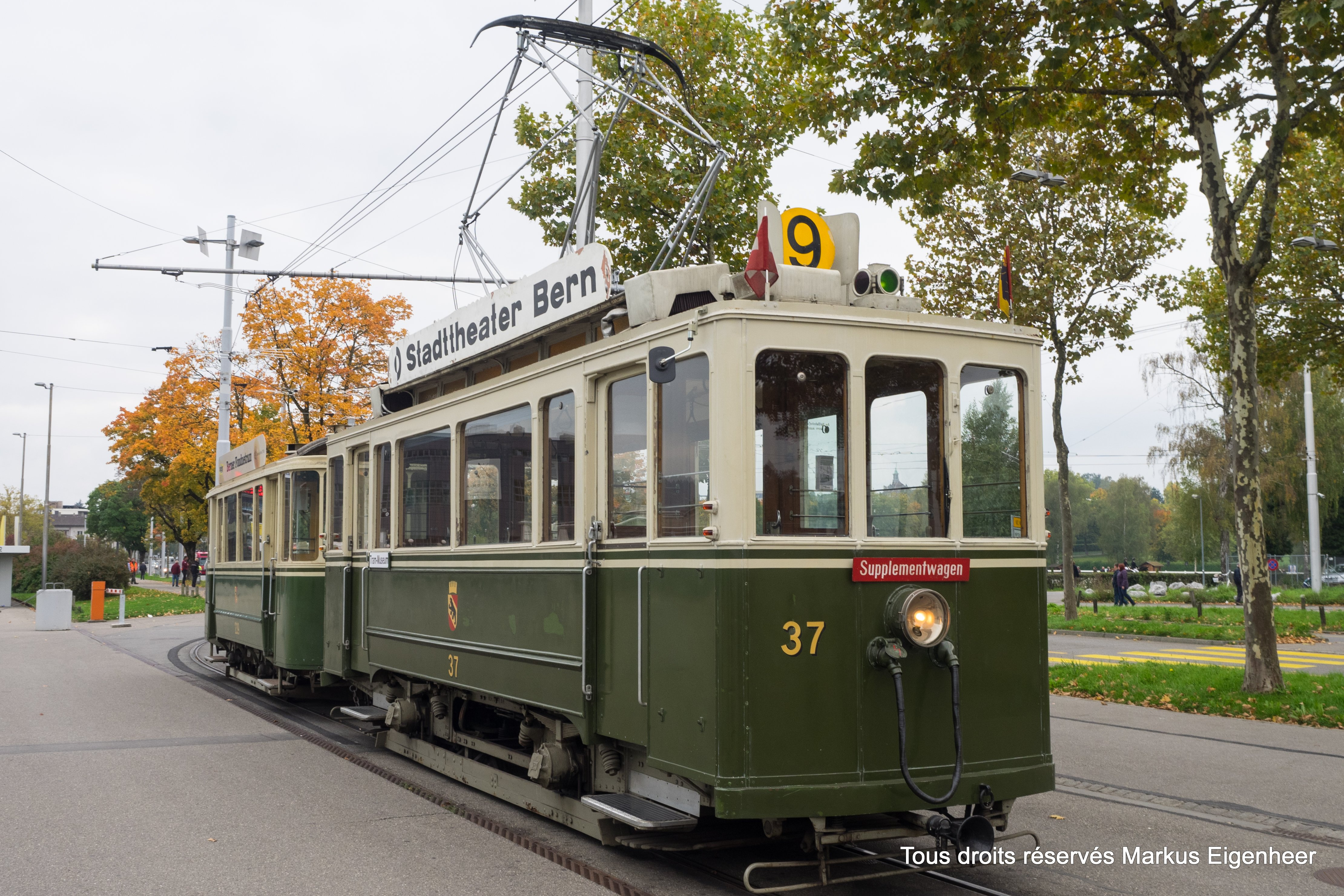
Berner Straßenbahnzug mit Zusatzbeschilderung Supplementwagen

Als E-Wagen werden im öffentlichen Personennahverkehr deutschsprachiger Länder Kurse bezeichnet, die zusätzlich zum regulären Fahrplan angeboten werden, um das Regelangebot auf besonders nachgefragten Teilstrecken zu verstärken. In der Schweiz spricht man auch vom Supplementwagen. Solche Zusatzwagen sind generell in Hauptverkehrszeiten anzutreffen. Darüber hinaus verkehren sie auch
- als Sonderfahrten verschiedener Art, insbesondere im Schülerverkehr
- im (saisonalen) Ausflugsverkehr in Naherholungsgebiete oder zu sonstigen Touristenzielen
- bei Sportveranstaltungen, Konzerten oder ähnlichen Großveranstaltungen
- im Schienenersatzverkehr
- bei baustellenbedingten Abweichungen
- bei Ein- oder Ausrückfahrten von oder zu einem Depot
- als Personalwagen
- bei betriebsinternen Fahrten ohne Mitfahrmöglichkeit
- als beschleunigte Fahrten, die nicht alle Zwischenhaltestellen bedienen
- im Allerheiligenverkehr zu Friedhöfen am 1. November

## Definition des Buchstabens E
Der Buchstabe E steht je nach Einsatzort beziehungsweise Einsatzzweck für:
| Einlage- Einrück(e)- Einsatz- Einsetz- Einschub- Einzieh- Einzugs- Entlastungs- Ersatz- Extra- Eil- Express- | -fahrt -kurs -wagen -zug -bus -linie |

## Beschreibung

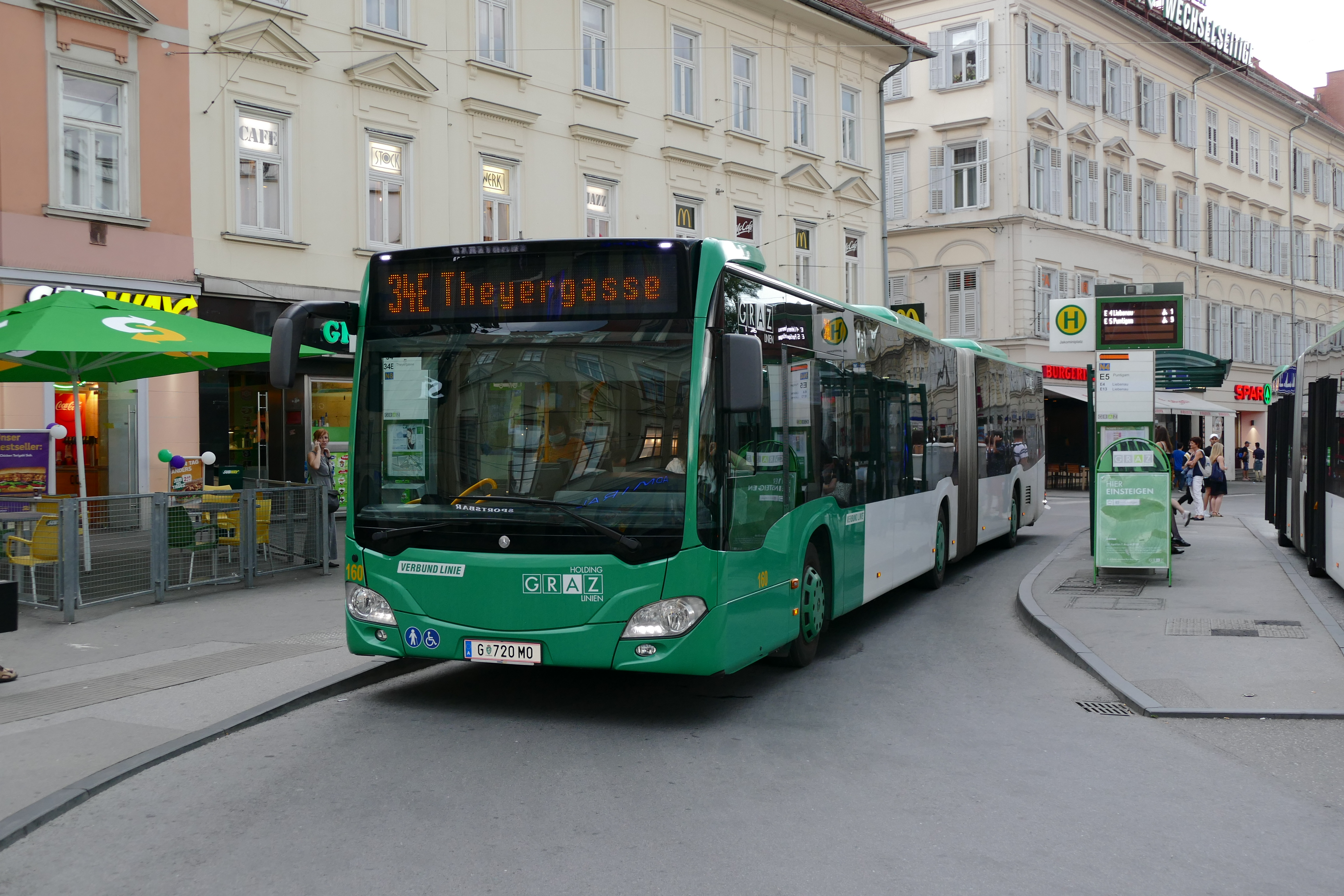
Ein Mercedes-Benz Citaro der Graz Linien auf der Linie 34E Richtung Theyergasse (Jakominiplatz)

Häufig verkehren E-Wagen unmittelbar vor oder nach einem stark nachgefragten Regelkurs, um gezielt dessen Überfüllung zu vermeiden. Auf eingleisigen Eisenbahnstrecken erfolgt dies dabei meist im sogenannten Folgezugbetrieb. Den zusätzlichen Kurs bezeichnet man dabei auch als Doppelwagen oder – je nach Position zum Regelkurs – als Vorzug respektive Nachzug.
E-Wagen stehen oft nicht im Fahrplan. Sie können daher, zum Beispiel bei Fahrzeugmangel, Personalengpässen, witterungsbedingten Problemen oder kurzfristigen Änderungen im Schulbetrieb, jederzeit entfallen respektive zeitlich verlegt werden. Es besteht somit weder eine Betriebs- noch eine Beförderungspflicht. Mitunter werden sie bei großem Andrang auch nach Bedarf kurzfristig dispositiv eingesetzt, beispielsweise nach Großveranstaltungen. Nicht selten werden für E-Wagen ältere Fahrzeuge des Bestands herangezogen, die ansonsten nur noch als Reserve dienen. Eine besondere Form des Einsatzwagens stellten die Theaterwagen dar, sie warteten spät abends vor einem Theaterhaus auf die Besucher einer Theatervorstellung, um diese nach Hause zu bringen.

## Varianten
Grundsätzlich werden drei verschiedene Varianten von E-Wagen unterschieden:
- Einsatzlinien kommen dem regulären Linienverkehr am nächsten. Hierbei handelt es sich um spezielle Verstärker-Linien in den Hauptverkehrszeiten. Sie verkehren meist im Taktfahrplan und sind in den Fahr- und Netzplänen verzeichnet. Sie haben in der Regel eine offizielle Linienbezeichnung, wobei diese sich durch zusätzliche E als Suffix (zum Beispiel Linie 1E) oder Präfix (zum Beispiel Linie E1) von ganztägig verkehrenden Regellinien unterscheiden kann. Einsatzlinien bieten oft zusätzliche Direktverbindungen, die außerhalb der Hauptverkehrszeiten nicht angeboten werden.

- nicht liniengebundene E-Wagen sind bedarfsgerechte Einzelfahrten, etwa zu Schulbeginn und/oder Schulschluss, die ebenfalls vom Linienweg regulärer Linien abweichen und daher meist nur mit einem neutralen E gekennzeichnet werden. Analog zu den Einsatzlinien bieten sie ebenfalls zusätzliche Direktverbindungen, die im Regelverkehr nicht angeboten werden. Das „E“, häufig optisch auffällig in weißer Schrift auf rotem Grund oder roter Schrift auf weißem Grund, ersetzt dabei die reguläre Linienbezeichnung.

- liniengebundene E-Wagen sind ebenfalls bedarfsgerechte Einzelfahrten, die aber auf ihrem gesamten Fahrtweg einem regulären Linienweg folgen, wenn auch oft nur „kurzgeführt“ bis oder ab einer Zwischenendstelle. Auch bei ihnen wird der Buchstabe E teilweise als Suffix oder Präfix zur numerischen Linienbezeichnung benutzt. Alternativ kommt die reguläre Linienbezeichnung zur Anwendung, wird aber als rote Liniennummer oder gestrichene Liniennummer dargestellt. In wieder anderen Fällen wird die normale Liniennummer ohne jeden Zusatzhinweis benutzt. In letzterem Fall erkennt der Fahrgast – ohne Kenntnis des Fahrplans – nicht dass es sich um einen E-Wagen handelt.

## Galerie

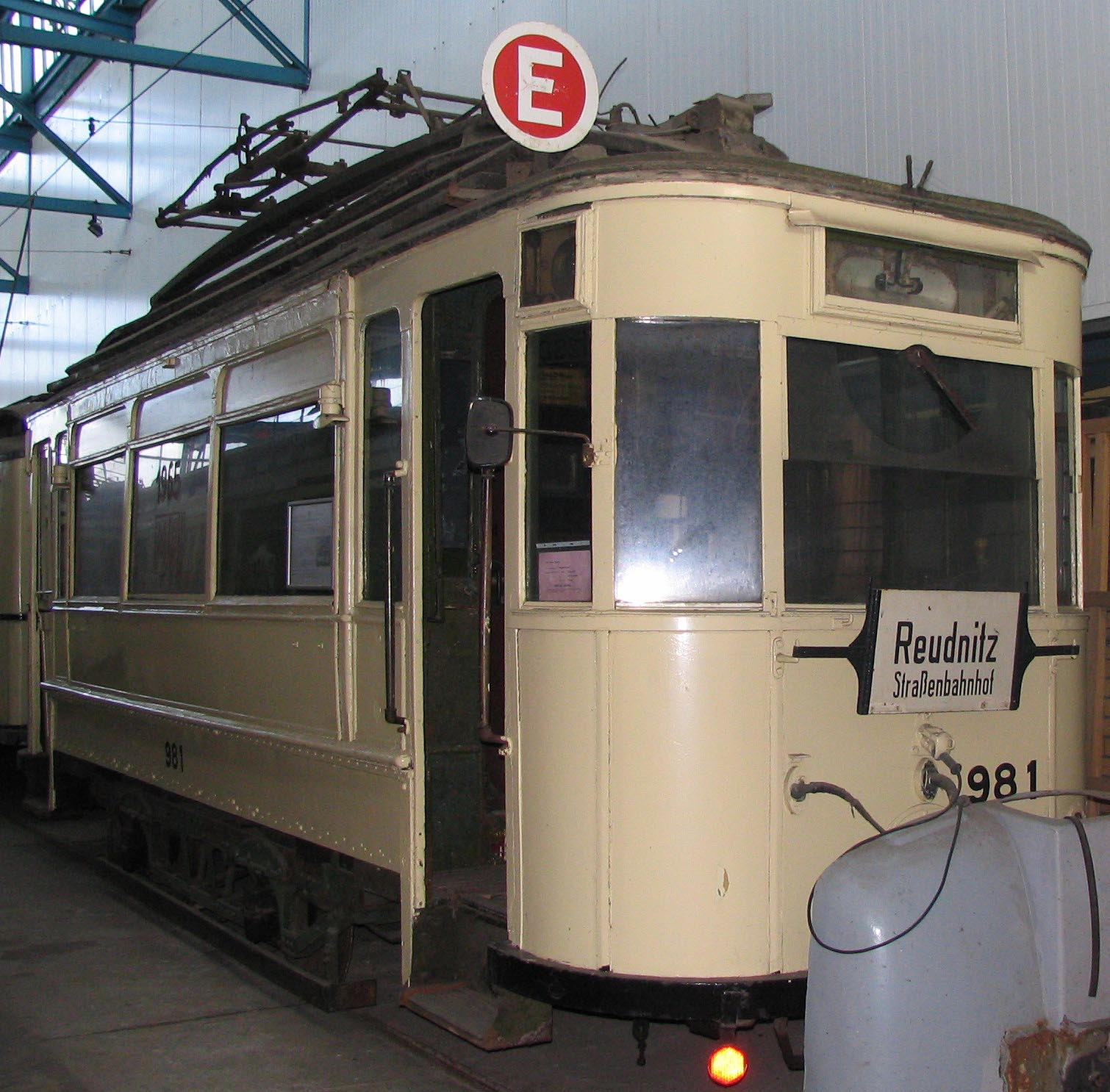
E-Wagen in Leipzig, typisch ist die auffällige Darstellung des Buchstabens „E“ in weißer Schrift auf rotem Grund
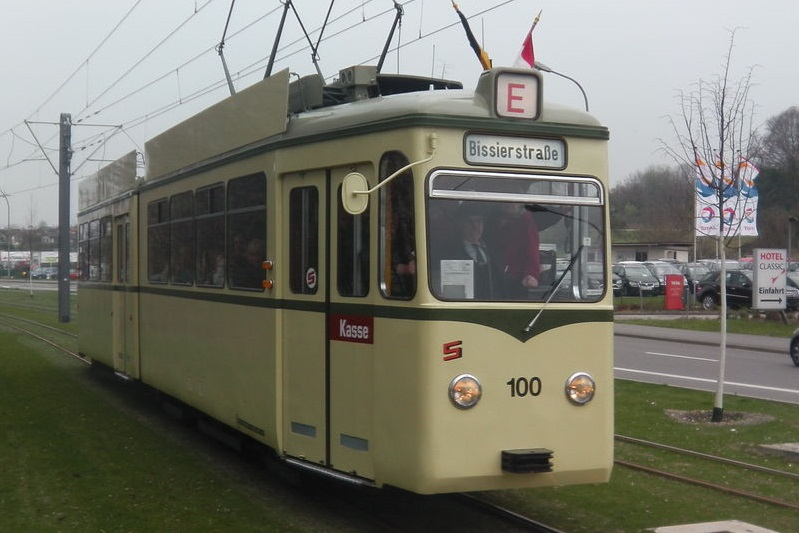
Sonderfahrt anlässlich einer Streckeneröffnung der Straßenbahn Freiburg, hier in roter Schrift auf weißem Grund
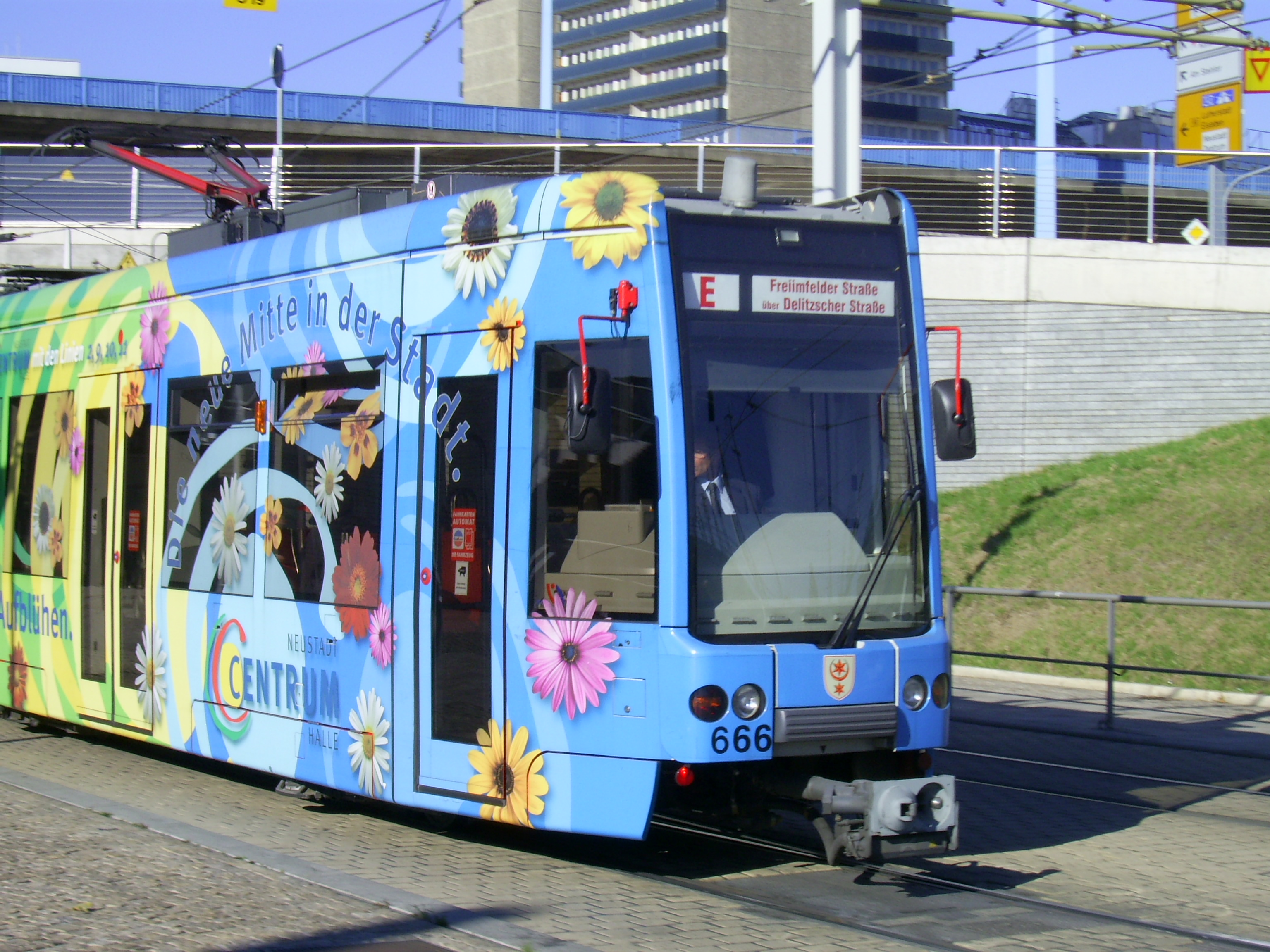
Straßenbahn Halle (Saale): Zusätzlich ist auch das Linienziel in roter Schrift auf weißem Grund gehalten, statt wie bei den Linienwagen in weißer Schrift auf schwarzem Grund
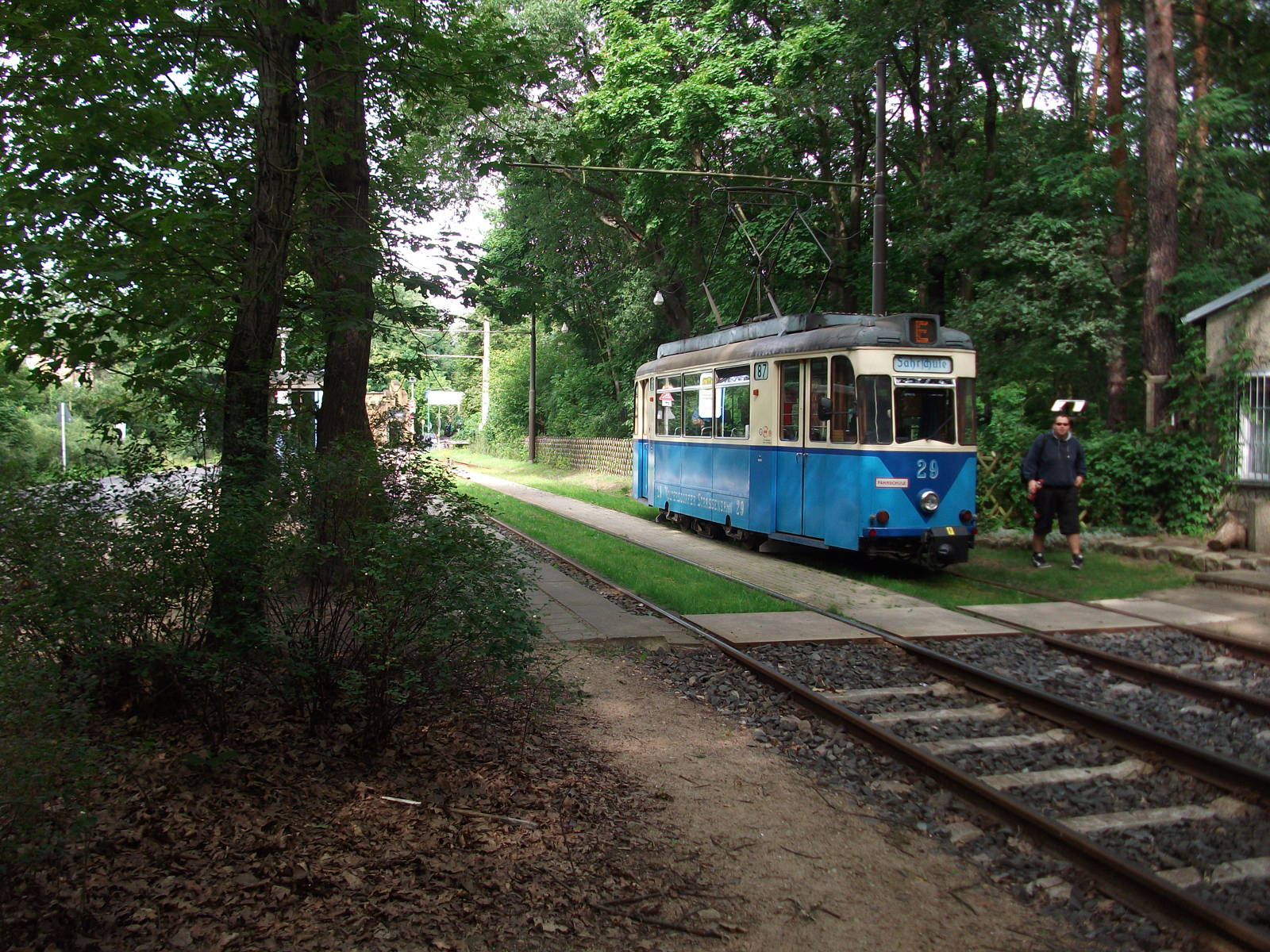
Die Straßenbahn Woltersdorf verwendet den Buchstaben E auch für Fahrschulfahrten
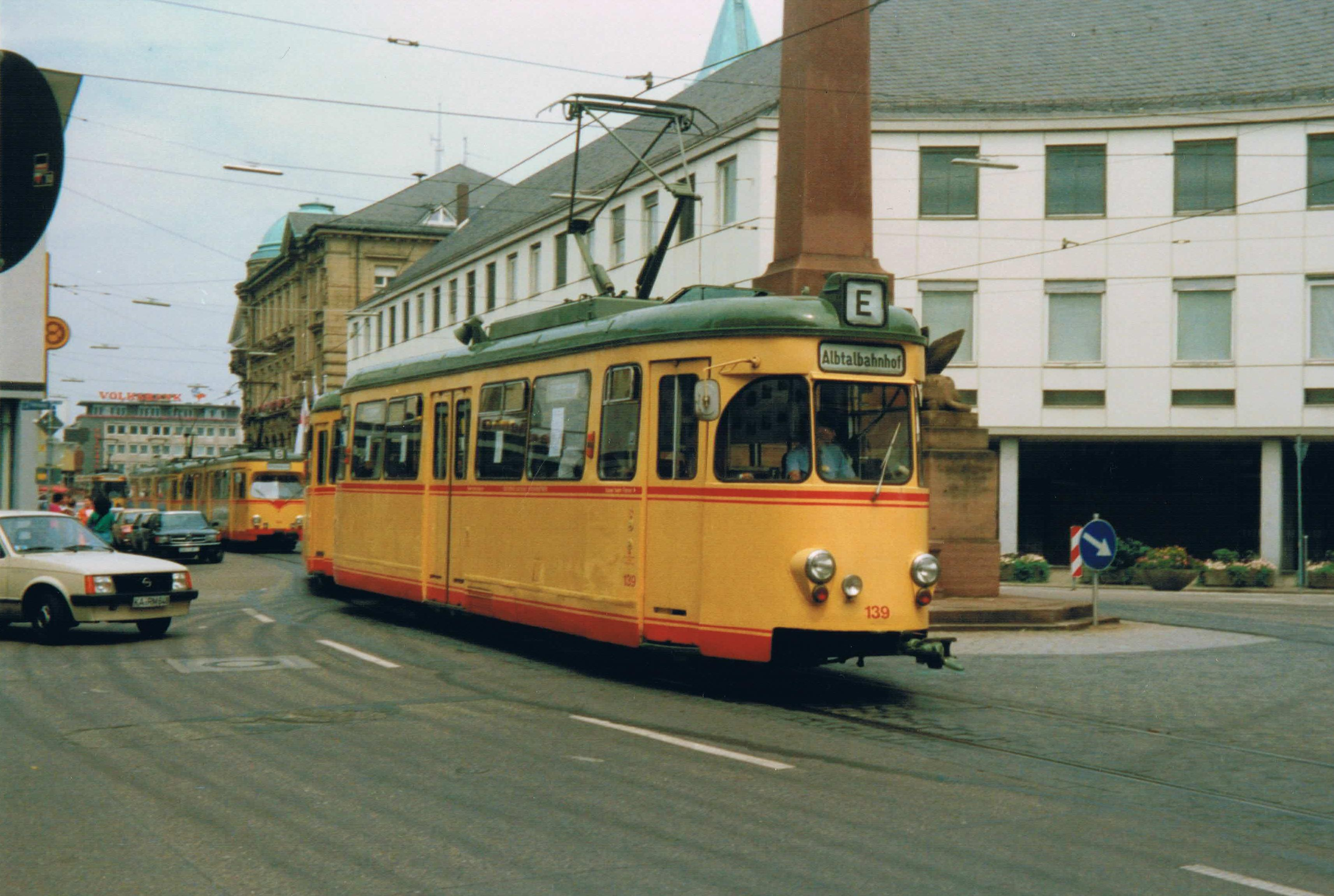
Straßenbahn Karlsruhe: Liniensignal E in schwarzer Schrift auf weißem Grund anlässlich einer historischen Sonderfahrt im Jahr 1993
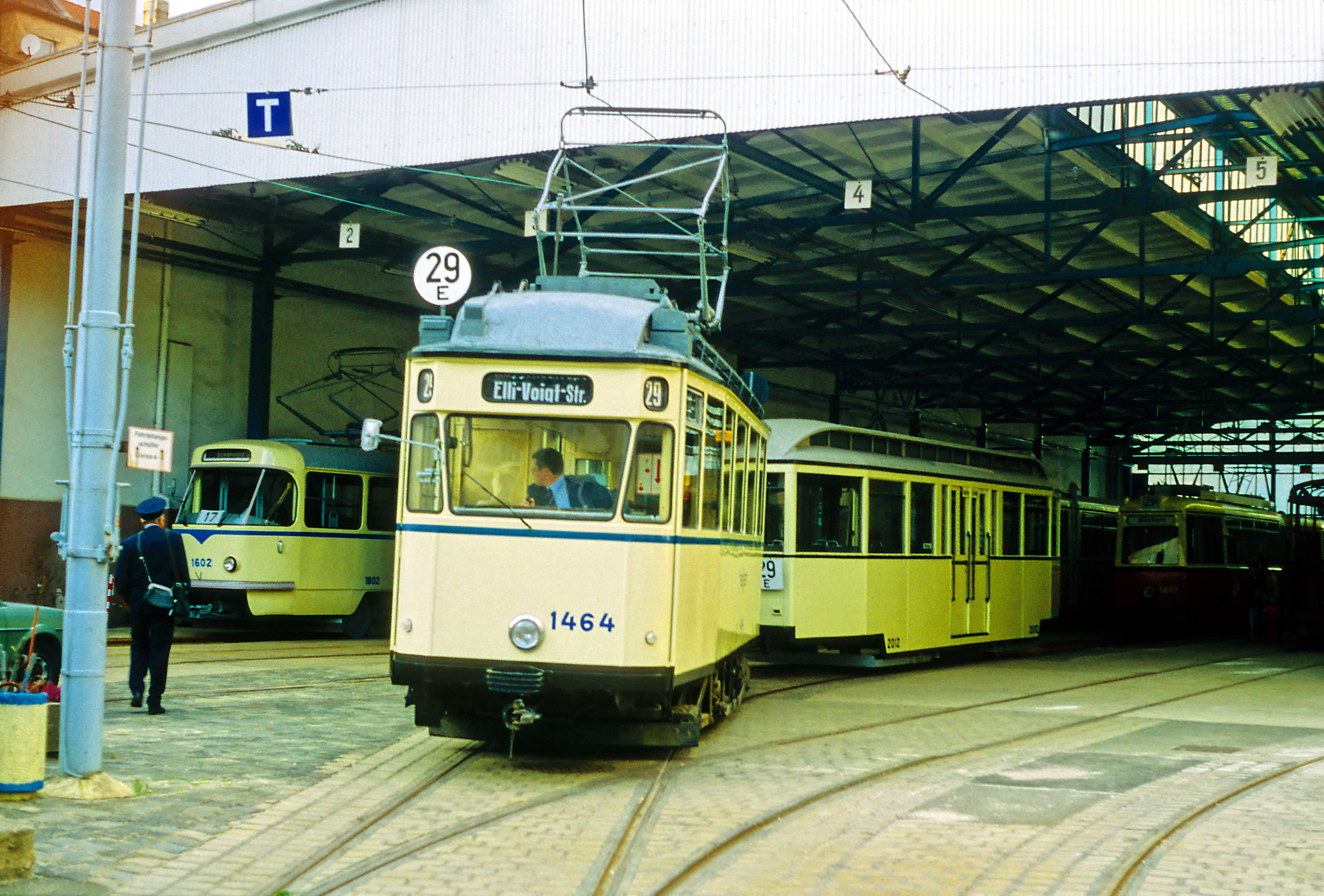
Sonderlinie 29E in Leipzig
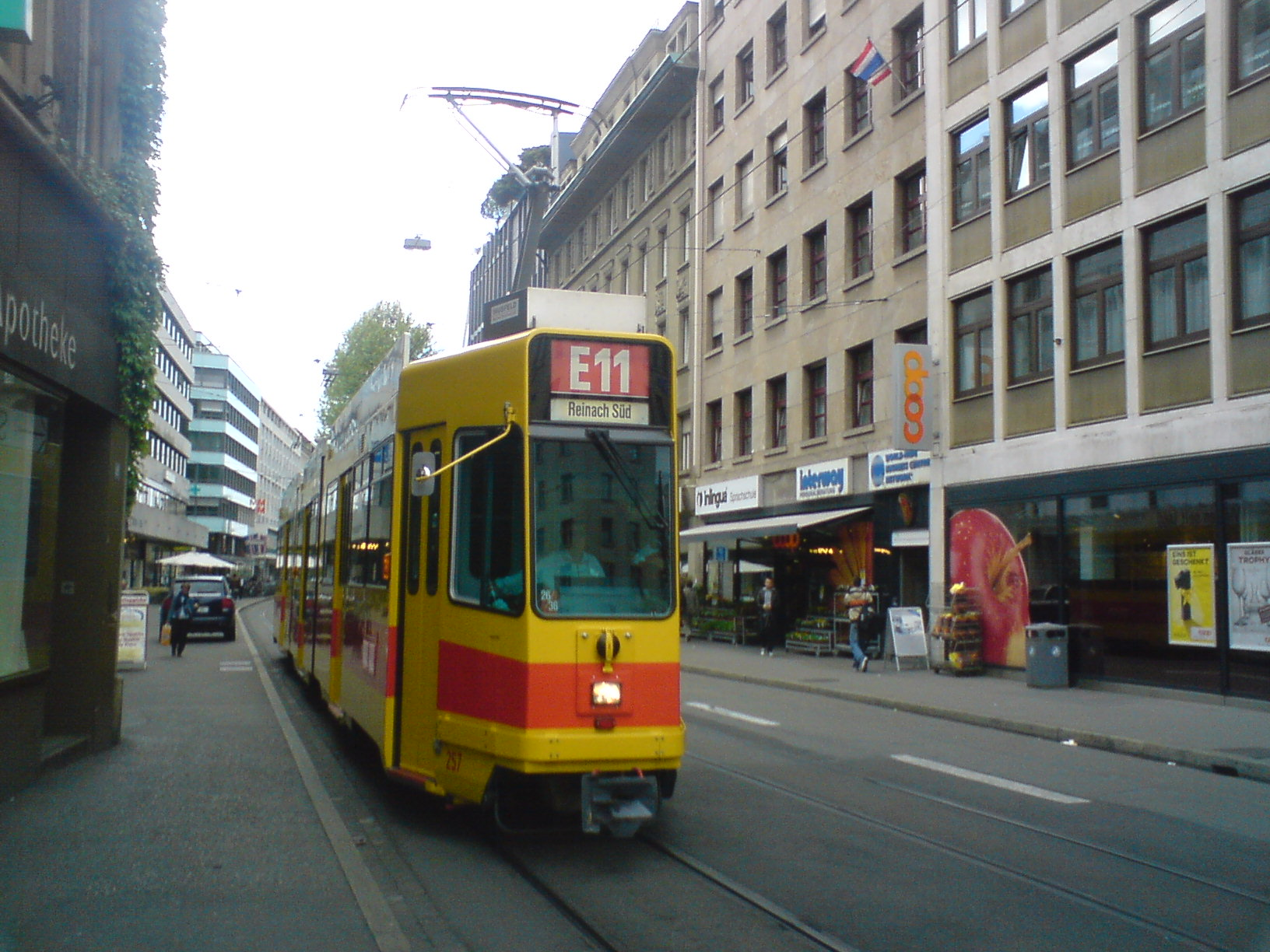
Einsatzlinie E11 in Basel
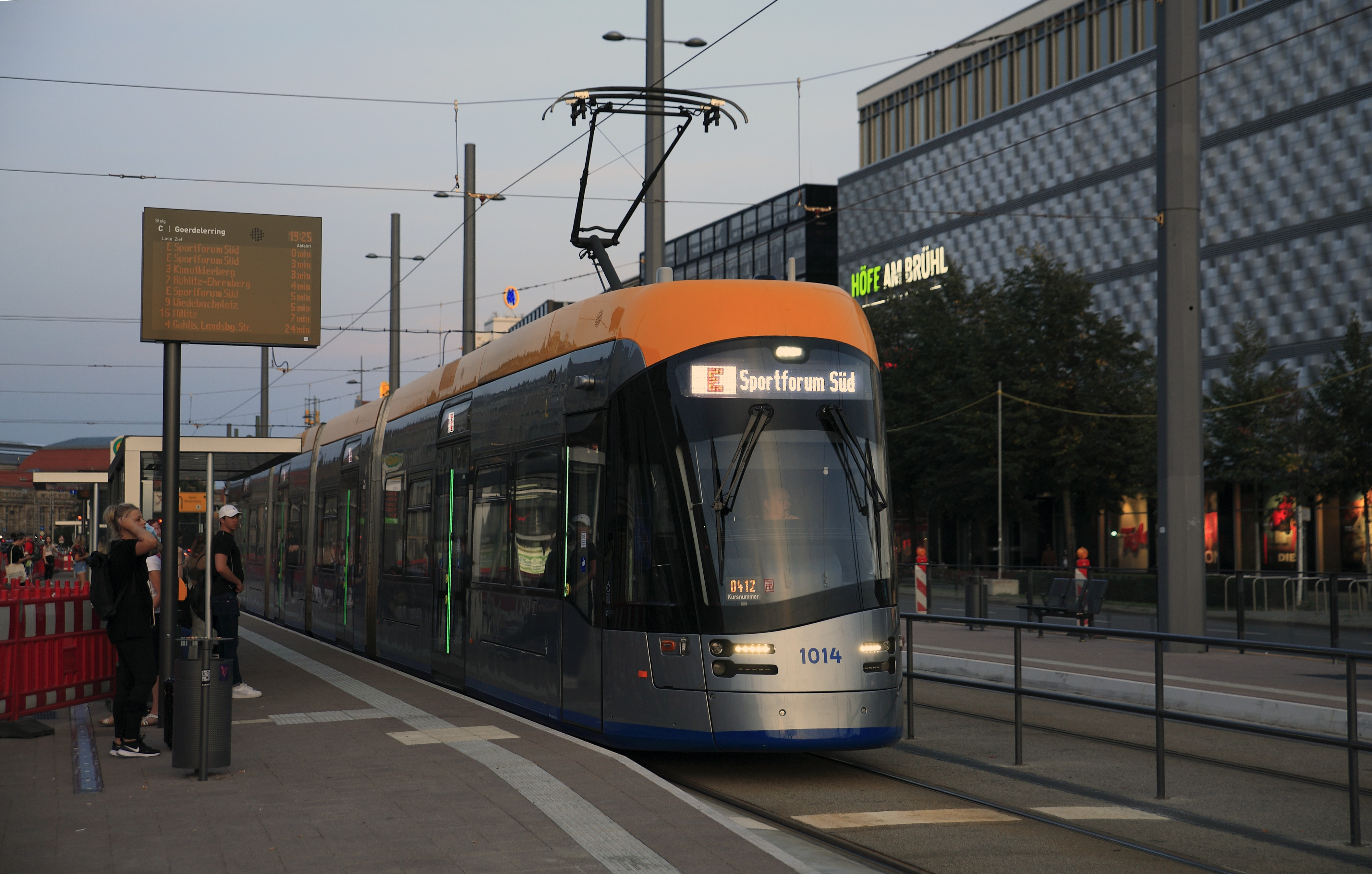
Einsatzwagen im Stadionverkehr, September 2020 in Leipzig
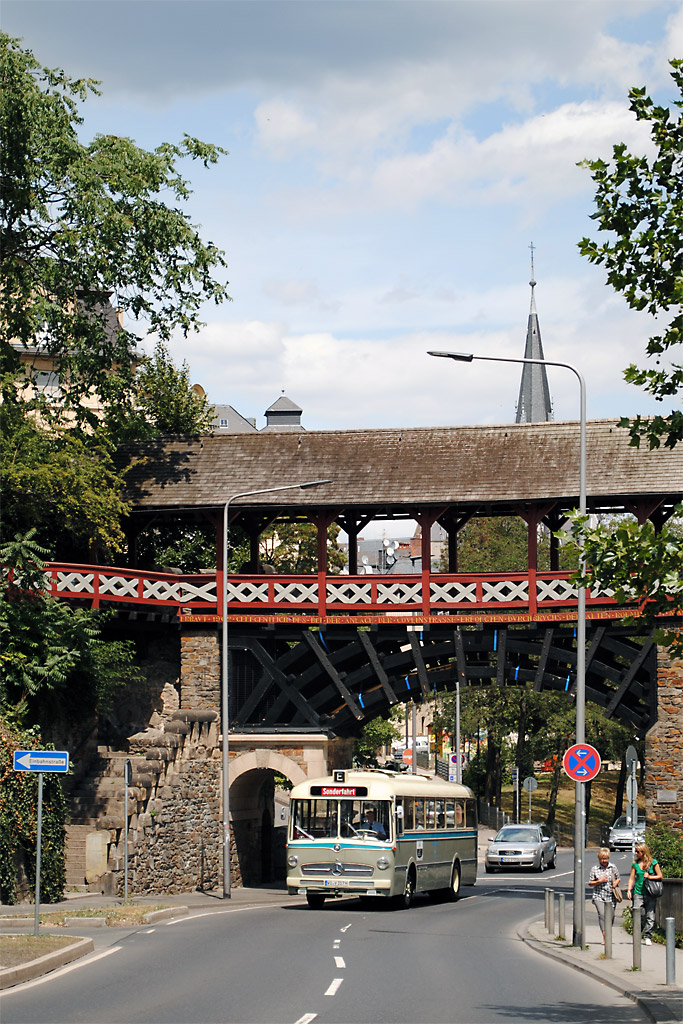
Sonderfahrt eines mit E gekennzeichneten historischen Busses in Wiesbaden

## Trivia
Die Verkehrsgesellschaft Frankfurt am Main verwenden seit den 1970er Jahren statt des „E“ für „E-Wagen“ alternativ den Buchstaben „V“ für „Verstärker“. Ursächlich hierfür war die Verwechslungsgefahr mit der damals eingeführten Beschilderung „E“ für Entwerter beziehungsweise Einmannwagen. Dieses V findet darüber hinaus auch in Aachen und Bonn Verwendung.